# Dendrophylliina
Dendrophylliina é uma subordem de cnidários antozoários da ordem Scleractinia.